# Phú Xuân, Phú Vang
Phú Xuân là một xã thuộc huyện Phú Vang, thành phố Huế, Việt Nam.
Xã có diện tích 30,43 km², dân số năm 1999 là 7.683 người, mật độ dân số đạt 252 người/km².

## Hành chính
- Tính đến năm 2020, xã Phú Xuân có 6 thôn:

1. Ba Lăng.
2. Diên Đại.
3. Lộc Sơn.
4. Quảng Xuyên (thôn Lê Bình đã được sáp nhập vào thôn này).
5. Thủy Diện.
6. Xuân Ổ.

- Thôn An Hạ đã được chuyển lên xã Phú Mỹ quản lí.